# Уинтроп (лунный кратер)
Кратер Уинтроп (лат. Winthrop) — остатки небольшого ударного кратера в южной части Океана Бурь на видимой стороне Луны. Название присвоено в честь американского астронома Джона Уинтропа (1714—1779) и утверждено Международным астрономическим союзом в 1976 г.

## Описание кратера
Кратер Уинтроп перекрывает западную оконечность кратера Летронн. Другими ближайшими его соседями являются кратер Ханстен на западе; кратер Флемстид на севере; кратеры Шееле и Вихман на востоке-северо-востоке; кратер Гассенди на юге-юго-востоке и кратер Бийи на западе-юго-западе. На востоке-северо-востоке от кратера расположены гряды Руби . Селенографические координаты центра кратера 10°46′ ю. ш. 44°28′ з. д. / 10,76° ю. ш. 44,46° з. д., диаметр 17,3 км, глубина 380 м.
Кратер Уинтроп имеет близкую к циркулярной форму и полностью затоплен лавой над поверхностью которой возвышается лишь узкая вершина вала.  Вал имеет множество разрывов, самый широкий из них находится в восточной части и соединяет чашу кратера Уинтроп с чашей кратера Летронн. С северной и южной стороны к валу кратера примыкают массивные хребты, составляющие остатки западной части вала кратера Летронн. Дно чаши ровное, испещрено множеством мелких кратеров.
До получения собственного наименования в 1976 г. кратер имел обозначение Летронн P (в системе обозначений так называемых сателлитных кратеров, расположенных в окрестностях кратера, имеющего собственное наименование).

## Сателлитные кратеры
Отсутствуют.

## См.также
- Список кратеров на Луне
- Лунный кратер
- Морфологический каталог кратеров Луны
- Планетная номенклатура
- Селенография
- Минералогия Луны
- Геология Луны
- Поздняя тяжёлая бомбардировка